# Via de' Serragli
Via dei Serragli è una strada del centro storico di Firenze, tra le principali direttrici nord-sud del quartiere Oltrarno. La strada si sviluppa con impianto rettilineo per più di un chilometro collegando piazza Nazario Sauro (angolo borgo San Frediano e via di Santo Spirito) alla piazza della Calza (Porta Romana). Lungo il tracciato si innestano: il borgo Stella (con il canto di borgo Stella), via Santa Monaca (con il canto della Cuculia), via Sant'Agostino, via dell'Ardiglione, via della Chiesa (con il canto di Sitorno), via del Campuccio (con il canto alla Cornacchia), via Santa Maria e via di Serumido. 

## Storia
La denominazione riferisce della presenza, essenzialmente lungo il primo tratto della via, in antico, di varie case di proprietà della famiglia Serragli, che aveva avuto alcuni importanti membri che ricoprirono alcune cariche pubbliche tra il XIV e il XVII secolo: sei gonfalonieri di Giustizia e 21 priori. La fama dei Serragli però è soprattutto dovuta all'ultimo discendente, Giuliano, che nel 1648 lasciò tutti i suoi averi alla Congregazione di San Filippo Neri per la costruzione del complesso di San Firenze. 
Precedentemente all'unificazione del tracciato sotto quest'unica denominazione la strada recava nomi diversi in relazione ai vari tratti, così come riportato dallo Stradario storico amministrativo del Comune di Firenze del 1913: "da piazza de' Soderini (oggi piazza Nazario Sauro) a Borgo della Stella: via del Pugliese; da Borgo della Stella a via Sant'Agostino: via del Canto alla Cuculia; da via S. Agostino a via del Campuccio: via Chiara, e talvolta via Giano della Bella; da via del Campuccio a via Serumido: via delle Fornaci; oltre: via di Boffi". 

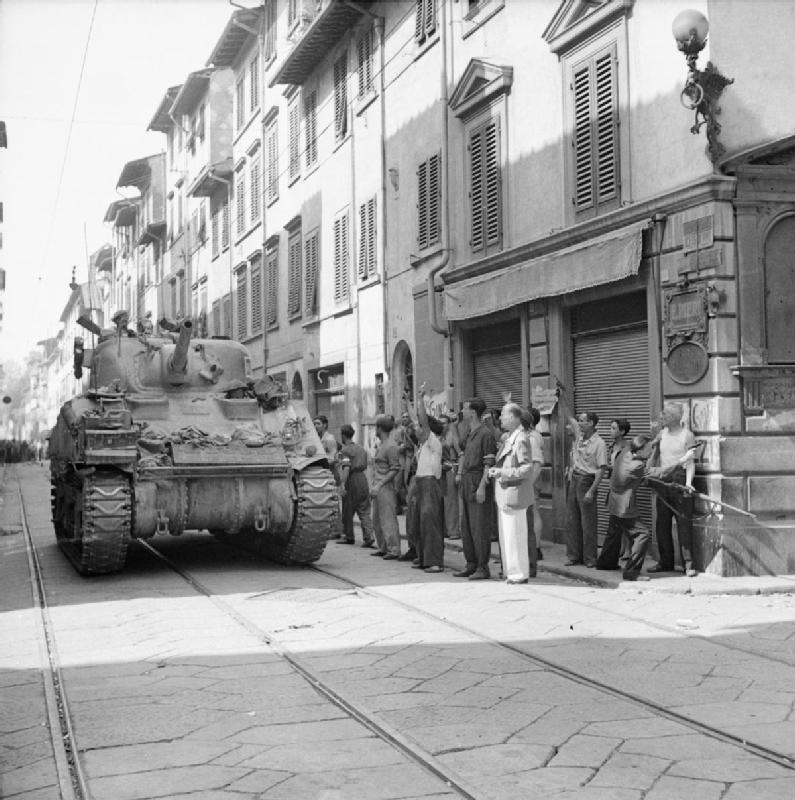
Carrarmato degli Alleati in via dei Serragli durante la Liberazione di Firenze (1944); si noti sulla strada i binari della vecchia linea tranviaria

A parziale conferma di ciò la pianta di Firenze delineata da Ferdinando Ruggieri nel 1731 riporta in ordine le titolazioni di via de' Serragli fino a via Sant'Agostino, di via Chiara per il tratto seguente che tuttavia, oltre i bastioni che al tempo correvano in prossimità del monastero di San Vincenzo d'Annalena, è segnato con il toponimo Boffi, di incerta origine. "Col suo tracciato, l'attuale via de' Serragli è uno dei più chiari esempi di 'grande forca' al di là dell'Arno, dove un punto di obbligo, lungo le seconde ed ultime mura comunali, era costituito dalla Porta Romana, verso la quale s'indirizzava, prima di tutte le altre, l'antica arteria dell'attuale via Romana, proveniente dal primo ponte fiorentino, cioè dal Ponte Vecchio. Proveniente, invece, dal secondo ponte, quello alla Carraia, la nuova via, tracciata attraverso i campi, con le varie denominazioni di cui abbiamo parlato, aveva la stessa mèta, perciò convergeva, facendo 'la maggior forca' d'Oltrarno, dentro la quale, poi, si sarebbe incuneata, come l'altezza del triangolo, la via Maggio, proveniente dal ponte a Santa Trinita. Si osservi il grande triangolo isoscele, che ha la base dal Ponte Vecchio al Ponte alla Carraia, e il vertice su Porta Romana; si avrà la chiara visione di un quartiere, col cuore religioso formato dalla chiesa di Santo Spirito". 
La strada venne interessata dai lavori di intensificazione della difesa militare in previsione della guerra di Siena (1554), quando all'altezza della chiesa di San Pier Gattolino venne edificato un bastione, a maggior protezione del versante sud della città. Già nel 1571 queste fortificazioni supplementari vennero smantellate e la zona riedificata con case da appigionare, affidate ai cavalieri del Santo Sepolcro, il cui stemma si vede ancora su molti edifici del tratto più a sud della strada e in via Romana.
Durante il Granducato di Toscana, ai tempi del Fantozzi (inizio anni 1840), si trovava su questa strada l’ambasciata britannica. Nel periodo di Firenze Capitale (1865-1871) avevano sede nella via l’Ambasciata Turca in Italia e quella Americana, rispettivamente ai numeri civici 5 e 13;.

### I Canti
Diversi incroci di questa strada hanno avuto in passato un nome specifico del "Canto" (letteramente l'angolo della via). Il primo è il canto di borgo Stella, che ha lo stesso nome della strada e che si pensa derivi dallo stemma di una corporazione, magari l'Arte dei Fornai, o dei Giudici e Notai o ancora degli Albergatori, come se ne vede ad esempio una non lontano, in via dei Serragli 37; oppure deriverebbe da una stella dipinta sul manto di una Madonna in un tabernacolo, probabilmente proprio quello ancora esistente presso l'incrocio con via dei Serragli, che si dice avesse contenuto affresco di Raffaellino del Garbo che a sua volta avrebbe potuto restaurare un'immagine più antica. 
Anche il Canto della Cuculia, con via Santa Monaca, è decorato da un tabernacolo affrescato, detto del Canto alla Cuculia, dove il Bambin Gesù tiene in mano un cuculo. Pare che questo fosse un omaggio del pittore, Bicci di Lorenzo, a una zona già così chiamata per la presenza di nidi di cuculo, magari quando qui era ancora campagna fuori le mura, o magari perché vi si ascoltava spesso il verso del cuculo da qualche orto vicino. Il nome è infatti già citato in un documento del 1294 sull'apertura del ponte alla Carraia, e ispirò il nome della Società Cuculiana, fondata da Carlo Dati nell'antistante palazzo Baldovinetti, e di una potenza festeggiante. 
Meno ovvio appare il nome del canto di Sitorno, in angolo con via della Chiesa. Pare che esso derivi da una lapide romana che era qui collocata, e che portava inciso il nome di Saturnino, poi storpiato in "Saturno" e "Sitorno". Il Manni trascrive anche il testo della latra funebre, che ai suoi tempi ancora esisteva: «D.M. / A.NAEVI / SATVRNINI / QUI ANTE / TITVLVM HVNC / SEPVLTVS EST / PATRI OPTIMO / A. NAEVIVS / MARCELLINVS» (traduzione: "Agli dèi Mani. Lapide di Aulo Nevio Saturnino, che è stato qui prima sepolto, dal padre ottimo Aulo Nevio Marcellino".
A un altro uccello si riferisce il nome del canto alla Cornacchia, con via del Campuccio

## Descrizione
Il carattere della via è essenzialmente residenziale, con la presenza di nobili palazzi nel primo tratto, fino a via Sant'Agostino, e di case che sempre più si fanno popolari avvicinandosi a porta Romana, fatto salvo l'episodio del casino Torrigiani, che tuttavia racchiude le proprie ricchezze all'interno di una cortina di case che si guardano su via de' Serragli con facciate di disegno sufficientemente corrente. 
Nel suo ruolo di strada maestra della città la via continua ad essere interessata da un notevole passaggio, attualmente in direzione di uscita, da piazza Nazario Sauro alla piazza della Calza.

### Edifici
Il primo palazzo di rilievo che si incontra venendo dall'Arno è palazzo Rinuccini, in angolo con via Santo Spirito. Al numero 8 è presente invece il palazzo Feroni-Magnani, edificato a metà del Quattrocento e ristrutturato nel 1778 da Zanobi del Rosso. Al 9 si trova il palazzo Antinori di Brindisi e al 17 palazzo Rosselli del Turco, ciascuno con elegante cortile interno. Al 19 si incontra palazzo Pallavicini e al 21 palazzo Baldovinetti, dove abitò Galileo Dati, amico di artisti e scienziati che spesso si riunivano nel suo palazzo.
Al numero 44 una targa ricorda la casa natale di Antonio Meucci, mentre al 49 il seicentesco palazzo Ricasoli-Salviati fu realizzato da Gherardo Silvani. Qui si trova anche la facciata ottocentesca dell'Istituto Gould.
Poco più avanti si trova anche lo studio dello scultore Pio Fedi (dal 1842), una curiosa costruzione la cui facciata da chiesarisale a quando qui esisteva l'oratorio del monastero di Santa Chiara, soppresso nel 1808. Una parte del monastero di Annalena, altrettanto soppresso, divenne l'Arena Goldoni, inaugurata nel 1818, e successivamente trasformarata nel Teatro Goldoni, su disegno di Giuseppe Del Rosso. 
L'ex monastero di Sant'Elisabetta delle Convertite era tra i più importanti di Oltrarno e fu fondato nel 1330 dai Laudesi di Santo Spirito. Ospitò le monache agostiniane che occoglievano anche le prostitute in cerca di redenzione.
| Immagine | N°                   | Nome                                           | Descrizione |
| -------- | -------------------- | ---------------------------------------------- | --- |
|          | 1                    | Palazzo Pecori                                 | Il palazzo in angolo con via Santo Spirito apparteneva ai Pecori (dei quali resta l'arme all'angolo, opera di Giovan Battista Foggini). Venne ristrutturato alla fine del Seicento da Pier Francesco Silvani e venne unito al complesso di palazzo Rinuccini nel primo Ottocento. L'arme dei Pecori ricorre anche sul portone d'ingresso di via Santo Spirito, questa volta scolpita in marmo nella versione concessa a Francesco Maria Pecori dall'imperatore Giuseppe I (all'aquila bicipite coronata, spiegante le ali al di sopra di una pecora coricata rivolta sul terreno e brucante una pannocchia di saggina; il tutto sormontato da due fulmini, uscenti da una nuvola posta nel punto del capo e da un breve, caricato del motto 'Caesaris est') e recante un cartiglio con iscrizione e la data 1727. |
|          | 4                    | Casa                                           | Si tratta di una casa (ma la nobiltà del fronte farebbe propendere per il termine palazzo) di carattere cinquecentesco, a tre piani per cinque assi, con le finestre del piano nobile ad arco, incorniciate da bugnato e allineate su una fascia marcadavanzale di vistoso aggetto. Il terreno mostra una inusitata altezza e, nonostante la presenza di due sporti oggi di accesso ad attività commerciali, non sembra aver subito significative modifiche e comunque non è stato bucato con altre finestre, come è accaduto nella maggior parte dei palazzi quattro cinquecenteschi fiorentini. Il fatto che il portone di accesso ai piani, ugualmente incorniciato in pietra, si presenti collocato all'estremità destra del prospetto, farebbe pensare a un edificio determinatosi come palazzo a partire da preesistenti e più antiche case. |
|          | 8                    | Palazzo Del Pugliese                           | Erano qui nel Trecento "otto casette" di proprietà dei Serragli e, ai primi del Quattrocento, una casa dei Del Pugliese. Nel 1428 quest'ultima famiglia acquistò le precedenti, che erano già state riunificate, e procedette a trasformarle in un unico edificio, tanto che, nella denunzia del 1469, Piero di Francesco del Pugliese poteva affermare che "di dette case ne ho fatte una". Dopo vari passaggi di proprietà, nel 1769 fu acquistato da Francesco Feroni che, intendendo dare ulteriore decoro alla proprietà, acquistò altre case confinanti e affidò all'architetto Zanobi Del Rosso l'incarico di ridisegnare i fronti e ridistribuire i vani interni. I primi lavori, conclusisi nel 1778, portarono ad ampliare il cortile, a restaurare lo scalone e a conferire nuove decorazioni ai principali appartamenti del piano terreno e del primo piano. Ulteriori ampliamenti seguirono dopo la soppressione, nel 1783, della chiesa e del monastero di San Frediano, che consentirono al marchese Ubaldo Francesco Feroni di estendere la proprietà fino alla piazza del Carmine (Firenze). Durante il periodo dell'occupazione francese il quartiere principale del palazzo fu affittato al ministro di Francia e, mentre il periodo di maggior ricchezza dei Feroni volgeva al termine, nel 1821 l'intera proprietà venduta ai Magnani, facoltosa famiglia di Pescia arricchitasi grazie allo sviluppo delle cartiere della zona. Successivamente parte della proprietà passò all'antiquario Salvatore Romano (1939) e oggi appartiene ai suoi eredi. La facciata su via de' Serragli, pur mostrando i vari rifacimenti, è essenzialmente riconducibile all'opera di Zanobi Del Rosso, al quale peraltro si devono le finestre con inferriate del piano terreno. Sul fronte dell'edificio è uno scudo con l'arme dei Feroni. |
|          | 7-9                  | Palazzo Antinori di Brindisi                   | L'edificio sorge dove erano alcune antiche case, una delle quali di Tommaso Soderini, acquistata assieme ad altre due già dei Comi e dei Masini tra il 1444 e il 1447 da Antonio di Tommaso Antinori, ad occupare fin dall'origine un lotto di terreno particolarmente esteso e delimitato dalle attuali via de' Serragli e via Maffia. Allo stesso Antonio si deve l'edificazione del palazzo, a costituire in Oltrarno la residenza di un ramo importante della famiglia, che dalla metà dell'Ottocento ottenne in via ereditaria i titoli e i beni degli Antinori di Brindisi, che fin dal Quattrocento si erano stabiliti nel Regno di Napoli. Ed è proprio in concomitanza con l'acquisizione da parte di Amerigo Antinori del grado di duca di Brindisi che il palazzo conobbe una fase di significativo rinnovamento, con la radicale trasformazione di tutta la parte destra del fabbricato su progetto dell'architetto Giuseppe Poggi, condotta dal 1856 al 1870 circa. In quell'occasione venne creata un'entrata separata per gli inquilini e un nuovo ingresso con un ampio androne arricchito da statue, accessibile alle carrozze e aperto al giardino posteriore. Quando si estinse il ramo familiare, il palazzo andò in eredità agli Aldobrandini. |
|          | 10r                  | Casa                                           | L'edificio segna il canto di borgo della Stella, posto com'è sull'incrocio tra l'omonima strada e via de' Serragli. Il fronte su quest'ultima è organizzato su quattro piani per due assi di finestre. Pur non mostrando esternamente elementi architettonici d'interesse si segnala la presenza, al 10 rosso, del laboratorio del bronzista Duccio Bianchi, erede di una bottega fondata nel 1925, a pieno diritto tra i laboratori artigiani storici della città. Dal lato di borgo della Stella è un modesto tabernacolo contenente un'immagine della Madonna col Bambino. |
|          | 17                   | Palazzo Rosselli del Turco                     | La proprietà del palazzo fu acquistata nel 1851 da Luca Rosselli del Turco (1826-1882) in occasione del suo matrimonio con la contessa Vittoria Sassatelli di Imola, ultima del ramo principale di questa casata, i cui discendenti, che si dissero Rosselli del Turco Sassatelli, possedettero questo palazzo fino al 1922. La facciata, organizzata su otto assi per tre piani, presenta portone e finestre incorniciate da bozze di pietra serena, secondo modalità proprie della tradizione fiorentina tardorinascimentale, in questo caso rilette secondo una sensibilità oramai cinquecentesca. Sul fronte è un bello scudo in pietra sostenuto da due putti, con il campo dipinto con l'arme dei Rosselli del Lion bianco (al leone appoggiato a una lancia posta in palo e alla banda attraversante). Sulla rosta del portone è invece, a straforo, l'arme della famiglia Paoletti (d'azzurro, al destrocherio armato al naturale, impugnante una spada bassa di ferro, guarnita d'oro, il tutto accompagnato da tre stelle a otto punte ordinate in campo). Notevoli anche il ferro porta bandiera e la lumiera (ambedue di fattura novecentesca) posti in prossimità del portone. |
|          | 19                   | Palazzo Pallavicini                            | L'edificio, di antica fondazione, venne configurato nelle forme attuali attorno alla metà del Seicento, ad opera di Gherardo Silvani e su commissione di Giovanni Andrea del Rosso. Successivamente appartenne ai Salviati e quindi ai Ricasoli. Negli anni di Federico Fantozzi appare indicato come palazzo Pallavicini. Il fronte, sviluppato su tre piani per cinque assi, è caratterizzato dall'asse centrale contrassegnato da un portone sormontato da un balcone con balaustra in pietra e finestra con timpano curvilineo; a fianco di questa sono altre finestre di identica luce, due per lato, questa volta con la variante del timpano triangolare. Al piano terreno, ai lati, si evidenziano due finestre inginocchiate con arco curvilineo e grate in ferro battuto. |
|          | 20                   | Palazzo                                        | L'esteso edificio si mostra in facciata con sei assi per pre piani, dove si allineano sui marcadavanzali le finestre con cornici centinate in pietraforte, mentre al piano terra il paramento è a bugnato liscio e vi si aprono due fondi commerciali ai lati del portone principale. Il diverso aspetto dell'ultimo piano tra la porzione più a sinistra di due assi e quella detsra di quattro assi dimostra come l'edificio sia frutto dell'accorpamento di almeno due caseggiati più antichi, poi raccordati in un'unica facciata. Sebbene il palazzo non figuri nei repertori, spicca sicuramente per la qualità dei ferri, tra cui l'ornato braccio di lampada sul portale destro, oppure la ghiera metallica sul portale centrale, dove è presente uno scudo coronato ma vuoto e le iniziali LFLF. |
|          | 21                   | Palazzo Baldovinetti                           | Acquistato da Michele di Leonardo Dati nel 1545, l'edificio rimase alla famiglia fino al 1768. In questo palazzo abitò l'accademico della Crusca Carlo Roberto Dati (1619-1676), allievo di Galileo Galilei e di Evangelista Torricelli, amico di Francesco Redi e di artisti e scienziati spesso riuniti nelle sale di questa residenza a formare quella specie di Accademia nota col nome di Società Cuculiana (dal nome del vicino canto alla Coculia). Passato alla famiglia Baldovinetti, eredi dei Dati, il palazzo fu venduto nel 1890 da Giovanni Tolomei Baldovinetti a Tommaso Rosselli Del Turco (1858-1937). La facciata si presenta con caratteri tipicamente cinquecenteschi, con portone e finestre incorniciate da bozze in pietra serena. Più tardo è il balcone con balaustra in ferro battuto. |
|          | 22                   | Palazzo Mazzei                                 | L'edificio ha subito nel corso del tempo innumerevoli passaggi di proprietà, che si riflettono nel complesso sovrapporsi di modifiche e ampliamenti della struttura. Erano qui nel Quattrocento alcune case dei Serragli e dei Bonsi che, passate di proprietà ai Tempi, vennero unificate attorno alla metà del Cinquecento. Nei secoli successivi il palazzo passò ai Venerosi Pesciolini da San Gimignano, ai Pandolfini di Prato e, nel 1734, ai Gaetani, nella persona del senatore Francesco. Acquistato nel 1773 dal medico e cerusico Giuseppe Vespa, vide nel corso dell'Ottocento la presenza di due significativi artisti del tempo: il pittore François-Xavier Fabre (proprietario dell'immobile dal 1817 al 1830 circa) e lo scultore e collezionista Emilio Santarelli (dal 1837 al 1870, il quale aveva ricomprato l'immobile dai Damiani proprio grazie all'eredità lasciatagli da Fabre). Lo stesso Santarelli vendette il palazzo all'Ordine Mauriziano che, nel 1885, lo cedette ai Mazzei di Prato. |
|          | 26                   | Casa                                           | La casa, di quattro assi su tre piani, sembra nata dall'accopamento di due edifici contigui, come farebbero pensare le gronde separate. Al centro della facciata si nota una rotella di pietra, che per forma e dimensione potrebbe essere stata un pietrino del monastero di San Pietro Martire, situato nella non lontana piazza San Felice. |
|          | 30                   | Casa                                           | La casa, di due assi e tre piani, ha un portale nella cui chiave d'arco si trova uno scudo, parzialmente danneggiato, ma in cui si possono distibuguer ancora due leone affrontati. |
|          | 27                   | Casa                                           | L'edificio, di tre piani per quattro assi, ha al piano terra due fondi commerciali e sul lato destra un portale che conduce alle scale per i piani superiori, su cui si trova uno stemma vuoto, ma forse anticamente dipinto o scolpito a rilievo, poi rovinato. Il fondo di sinistra ha un'antica insegna in pietra scolpita di "Calzoleria". |
|          | 31                   | Casa                                           | La casa, riconducibile alla tipologia delle case a schiera tre quattrocentesche, presenta un fronte di disegno oltremodo semplice, organizzato su quattro piani per due assi. La si segnala per la presenza, sopra l'accesso all'ambiente terreno oggi destinato a laboratorio artigianale, di un pietrino a rotella, recante le insegne della Compagnia del Bigallo e dell'Arciconfraternita della Misericordia, ad attestarne appunto la proprietà a un certo momento della storia. |
|          | 33                   | Casa                                           | L'edificio si presenta attualmente sotto forma di palazzina ottocentesca (di disegno corretto e qualificato dal recente restauro), con la facciata organizzata su quattro piani per tre assi. Al di sopra della finestra del primo piano, in asse con il portone, è uno scudo con il campo segnato da una punta piegata, riconoscibile come insegna dell'Ordine Carmelitano, in questo caso posto a indicare una proprietà che, a un certo momento della storia dell'immobile, fu probabilmente della non lontana chiesa di Santa Maria del Carmine. A suggerire come l'attuale immobile sia frutto dell'unificazione di precedenti e antiche case a schiera è, sul limitare sinistro, la presenza di un pietrino con la colomba dello Spirito Santo, nelle forme proprie dei contrassegni utilizzati a segnare le proprietà della chiesa di San Basilio degli Armeni, in via San Gallo. |
|          | 34                   | Casa                                           | Si tratta di un edificio con il prospetto organizzato su quattro piani per due assi, certo di antica fondazione ma attualmente privo all'esterno di elementi architettonici distintivi. Lo si segnala per la presenta di un pietrino posto tra le due finestre del primo piano, in pessime condizioni e che, per ciò che resta, si ipotizza riconducibile all'insegna della chiesa di Santo Spirito, a indicare una delle case di proprietà del vicino convento agostiniano. |
|          | 35                   | Casa                                           | Il semplice edificio ha una facciata particolarmente ordinata, di tre piani per due assi, dove si allineano per i primi due piani finestre con cornice in pietra tinteggiata con goccia in punta su marcadavanzali, e all'ultimo piano due cornici rettangolari. Anche il portale e il fondo commerciale al piano terra hanno un disegno misuratamente ornato, che farebbe pensare a una riconfigurazione ottocentesca di un edificio preesistente. Al centro del secondo piano si trova una cornicetta in pietra di forma centinata, che potrebbe essere stata una buchetta del vino, o anche un tabernacolo. |
|          | 38                   | Casa                                           | Alla semplicità dell'edificio, di due assi per tre piani, fa da contrasto un grande portale in stile manierista, con bugne sporgenti coi giunti concentrici su cui si trova uno stemma partito, e che incorniciano un portale bullonato con ghiera metallica ad arco, entro cui sono presenti nella decorazione alcuni crescenti, tipici emblemi di famiglie di origine fiesolana come gli Strozzi. |
|          | 42                   | Casa                                           | Si tratta di un casamento con il fronte di disegno sufficientemente corrente, anche se le cornici delle finestra sembrano indicare un intervento di riconfigurazione seicentesco, organizzato attualmente su tre piani (i primi due molto alti) per sette assi. A suggerire come l'attuale immobile sia frutto dell'unificazione di precedenti e antiche case a schiera è, sul limitare sinistro, la presenza di un pietrino con il campo incappato, riconoscibile come insegna dell'ordine carmelitano, in questo caso posto a indicare una porzione della proprietà che, a un certo momento della storia dell'immobile, fu probabilmente della non lontana chiesa di Santa Maria del Carmine. Il Repertorio Bargellini-Guarnieri, questo sarenne il retro del palazzo Papi poi Grassi-Conte-Del Greco che si affaccia su via dell'Ardiglione presso il cavalcavia: sicuramente condivide con quell'edificio l'affaccio su un cortile interno. |
|          | 37                   | Casa                                           | Si tratta di un edificio con il prospetto organizzato su quattro piani per due assi, certo di antica fondazione ma attualmente privo all'esterno di elementi architettonici distintivi. Lo si segnala per la presenza di un pietrino posto al centro della facciata, tra il secondo e il terzo piano, recante una stella a otto punte propria dell'Arte dei Giudici e Notai, o dell'Arte dei Fornai o degli Albergatori, a documentare di un'antica proprietà nella zona d'Oltrarno da parte di una di queste corporazioni. |
|          | 44                   | Casa Meucci                                    | Si tratta di un edificio dal fronte decisamente anonimo anche se antico e, come indica un'iscrizione vicina al portone, già proprietà "De la Priora di S.o Romolo in Piazza" (piazza della Signoria). Nell'immagine pubblicata nel repertorio di Bargellini e Guarnieri, precedente al 1978, il piano terreno presenta un finto bugnato di gusto ottocentesco, non più esistente. Nonostante la modestia dell'architettura il luogo assume notevole importanza per aver visto la nascita, il 13 aprile 1808, di Antonio Meucci, come ricorda una lapide qui posta nel 1996. Sempre in questa casa, dal 1932 fino alla morte nel 1933, abitò lo scrittore Fernando Agnoletti. |
|          | 41                   | Casa                                           | Si tratta di una casa sviluppata su quattro piani (l'ultimo frutto di una soprelevazione) per quattro assi. Il fronte presenta nell'insieme un carattere tardo quattrocentesco, nonostante sia evidente la sua più antica età, come suggerisce anche il diverso intervallo tra le due finestre di sinistra e tra queste e quelle dei due assi di destra, a indicare due edifici preesistenti (presumibilmente due case corti medievali) poi unificati in un'unica casa grande. Non mancano sul fronte i segni degli interventi successivi, come la soprelevazione dell'ultimo piano e soprattutto la decorazione a sgraffito, realizzata nel tardo ottocento guardando, per quanto riguarda le fasce decorative dei primi due piani, alla tradizione rinascimentale. Al centro del primo piano è un piccolo tabernacolo settecentesco con una Madonna col Bambino. Nonostante ogni secolo abbia lasciato tracce più o meno significative, la facciata appare di disegno unitario e corretto, decisamente nel solco della tradizione fiorentina. Il portale, al centro, mostra tracce dell'antica numerazione preunitaria, con alcuni numeri a leggerissimo rilievo sullo stipite destro. |
|          | 49-51                | Istituto Emily Gould                           | Nel 1574 Antonio Corsi del Rosso, acquistò in questo sito alcuni appezzamenti di terreno con case, che qualche anno più tardi, nel 1610, suo figlio Giovanni Andrea decise di riunire in un unico edificio. Venne incaricato il giovane Gherardo Silvani, che creò un vero e proprio palazzo, con un appartamento nobile, un salone da ballo, uno scalone e un giardino al quale si accede tramite una loggia sulla facciata posteriore. Dall'inizio del XIX secolo il palazzo passò in diverse mani, tra cui quelle delle famiglie Salviati (il cui stemma è sulla grata nell'androne di ingresso) e poi Ricasoli, che fecero alcuni adattamenti secondo le proprie necessità. Uno degli ultimi proprietari fu il reverendo Stewart della Chiesa evangelica di Scozia, che lo donò poi alla Chiesa valdese per ospitare la facoltà di teologia valdese. Nel frattempo, nel 1871, venne fondato a Roma dall'americana Emily Gould l'omonimo Istituto, come centro di insegnamento e avviamento al lavoro. Quando venne trasferito a Firenze negli anni venti del Novecento, l'Istituto trovò sede proprio nei locali della Scuola Teologica Valdese. L'Istituto svolge da allora attività sociale mirata al recupero dei giovani in difficoltà. |
|          | 63                   | Casa                                           | La casa presenta due assi per tre piani. Al primo piano, tra le finestre, resta uno stemma molto abraso, ormai non più leggibile. |
|          | 64                   | Palazzo                                        | Si tratta di un esteso edificio con caratteri cinque seicenteschi, posto sull'angolo tra via dei Serragli (dove è il prospetto principale) e via dell'Ardiglione 38, dove si sviluppa per un notevole tratto restringendo la carreggiata di quest'ultima (la fabbrica si pone quindi oltre il filo degli altri edifici in fregio). La facciata su via dei Serragli si caratterizza per l'alto sviluppo dei tre piani, organizzati su quattro assi, con l'alto portone posto all'estrema sinistra e incorniciato da conci piani di pietraforte, posti a filo dell'intonaco, così come accade per le finestre dei piani superiori, ad arco e allineate su un ricorso marcadavanzale ugualmente in pietra e in significativo aggetto. Al terreno, prossima al portone, è una sola finestra. Dal lato di via dell'Ardiglione è un tabernacolo che conserva un rilievo policromo con la Madonna e il Bambino, restaurato dallo Studio Ardiglione nel 1993. Il palazzo è stato riqualificato esternamente tra il 2021 e il 2024. All'interno esiste un cortile porticato su un lato, con abitazioni disposte su più livelli raggiungibili da scale esterne indipendenti. Verso l'androne si trova un pozzo privato coperto, oggi chiuso. |
|          | 66                   | Casa                                           | Si tratta di un edificio con caratteri cinquecenteschi, restaurato nel 1970 con un intervento diretto dagli architetti Gastone Del Greco e Luciano Grassi e premiato l'anno seguente dalla Fondazione Giulio Marchi. "Il prospetto si presenta con un alto piano terreno (quasi il doppio dei piani superiori). Sulla destra si apre un portale ad arco a tutto sesto con ghiera di bozze lavorate dal quale si accede ad un ingresso coperto di volta a botte. A fianco della porta vi è una finestra rettangolare molto più tarda. Sopra il portale, nello spazio di intonaco, vi è uno stemma di forma manierista dal campo oramai illeggibile. I due piani superiori sono marcati da una robusta cornice che forma davanzale alle tre finestre che ripetono la stessa composizione del portale. All'ultimo piano si trova un loggiato ora tamponato. Il palazzo ha una gronda alla fiorentina ora nascosta da una superficie intonacata". |
|          | 70                   | Casa                                           | La casa di quattro assi per tre piani ha un'ordinata facciata, decorata da aggraziate cornici in pietra delle aperture. Al piano terra, tra due portali di esercizi commerciali, resta uno stemma in pietra oggi illeggibile per l'abrasione. |
|          | 74                   | Casa                                           | Si tratta di un edificio a due piani, con il prospetto privo di elementi architettonicamente rilevanti. Nei locali al terreno ha sede una farmacia inserita nell'elenco degli esercizi storici di Firenze. Così il sito del Comune di Firenze: "l'attività della Farmacia di via de' Serragli è documentata già dal 1880, sull'angolo con via della Chiesa, in uno dei quartieri più tradizionali e popolari della città. Gli arredi, bancone e vetrine, furono eseguiti originariamente in blu con bordi dorati, seguendo i gusti del primo proprietario, il dottor Dylan. In seguito il blu venne sostituito dal bianco e, nel 1998, l'arredo venne restaurato ed integrato, mantenendo quel carattere unitario che ancora oggi nel costituisce il maggior pregio". |
|          | 96r-98r              | Casa                                           | L'edificio determina la cantonata con via della Chiesa (canto di Sitorno) e presenta sulla stessa un grande scudo con il campo segnato da una punta piegata, riconoscibile come insegna dell'ordine carmelitano, in questo caso posto a indicare una proprietà che, a un certo momento della storia dell'immobile, fu della non lontana chiesa di Santa Maria del Carmine. A precisare il dato è l'iscrizione posta sul cartiglio sottostante, frammentaria ma della quale rimangono le prime lettere, CARM.., da interpretare come Carmine o Carmelo. Il prospetto principale è su via della Chiesa, dove si articola per quattro piani per due assi e dove l'insegna dell'ordine Carmelitano si ripete, in dimensioni ridotte, in corrispondenza del portone al numero civico 55. Gli interassi si mostrano disuguali, a indicare presumibilmente i limiti posti all'edificio da più antiche preesistenze, poi unificate con un fronte databile ai primi dell'Ottocento. Sempre da questo lato, in prossimità del canto, è una edicola di disegno neoclassico che conserva un affresco di Cosimo Ulivelli del 1668 (attribuzione e datazione sono esplicitati dall'iscrizione nella lapide sottostante il tabernacolo) raffigurante la Madonna con il Bambino tra i santi Andrea Corsini (o Filippo Neri) e Teresa d'Avila (o Maria Maddalena de' Pazzi o Brigida). |
|          | 76                   | Casa                                           | L'edificio è il risultato dell'unione di due case a schiera, come si può dedurre dal disallineamento delle finestre. La facciata, nel suo insieme, si sviluppa su tre piani e presenta quattro assi. Di particolare interesse è la presenza di un pietrino dalle forme molto semplificate, tipico dell'emblema dell'ordine domenicano. Questo elemento indica che in passato l'immobile apparteneva a un convento domenicano, probabilmente quello di Santa Maria Novella, così come molte altre abitazioni situate in questo tratto della via. |
|          | 82                   | Casa                                           | È una semplice casa a schiera con una facciata di tre piani e due assi. Presenta un pietrino dalle forme estremamente semplificate, con il campo incappato, tipico dell'insegna dell'ordine domenicano. Questo dettaglio suggerisce che in passato l'edificio fosse di proprietà di un convento domenicano, probabilmente quello di Santa Maria Novella. |
|          | 65                   | Casa                                           | Si tratta di una semplice casa a schiera con il fronte di tre piani per due assi. Reca un pietrino di forme oltremodo semplificate, comunque con il campo troncato in scaglione secondo le forme proprie dell'insegna dell'ordine domenicano, a indicare come un tempo la proprietà dell'immobile fosse di un convento domenicano, presumibilmente quello di Santa Maria Novella. |
|          | 71                   | Casa                                           | Si tratta di una modesta casa a schiera con il fronte di due assi, attualmente organizzato su quattro piani. La si segnala per un pietrino sotto forma di scudo con il campo troncato in scaglione (eroso ma nelle forme proprie dell'insegna dell'ordine domenicano) precisato da un cartiglio sottostante con le lettere S.M.N., a indicare come un tempo la proprietà dell'immobile fosse del convento domenicano di Santa Maria Novella, al pari di varie altre case poste in questo stesso tratto della strada. |
|          | 75                   | Casa Fallani                                   | L'edificio è stato definito (presumibilmente nell'Ottocento) con l'unificazione di due precedenti case a schiere, mantenendo tuttavia il diverso allineamento delle finestre. Al centro del fronte è uno scudo con l'arme della famiglia Fallani (d'azzurro, alla colonna spezzata d'argento, fondata sulla campagna dello stesso). |
|          | 84                   | Casa                                           | L'edificio, di tre piani per due assi, si distingue per la presenza di un piccolo stemma sulla facciata, molto baraso. Tuttavia, per foirma e dimensione, sembrerebbe un pietrino del convento di Santo Spirito, che in antico dovette forse possedere l'edificio. |
|          | 88                   | Casa                                           | L'edificio, con il prospetto di tre piani su due assi, presenta un disegno oltremodo semplice, comunque nobilitato da un bel portale ad arco a tutto sesto decentrato a sinistra, incorniciato da conci di pietra disposti a raggiera e sormontato da un ovale con un bassorilievo in pietra raffigurante la Madonna e il Bambino (eroso), forse devozionale o forse da mettere in relazione all'Arte dei Medici e Speziali. Precedentemente al restauro del 2012, l'edificio era stato segnalato per le cattive condizioni di conservazione, con gli intonaci del fronte in parte caduti. Proprio tale stato aveva tuttavia consentito di leggere l'antico disegno del prospetto, con le finestre al primo piano ad arco, poi tamponate e ridotte a rettangolari, e di rilevare ancora la presenza di una scritta risalente all'ultima guerra che lo identificava come rifugio dell'UNPA. Il restauro (in parte finalizzato a definire l'edificio come struttura ricettiva), oltre a restituire dignità alla fabbrica, ha consentito di precisarne la storia. Dal sito della residenza d'epoca si apprende così come originariamente la casa fosse di un fornaio, con al terreno laboratorio e locali di vendita e al piano superiore l'abitazione della famiglia. Nel Cinquecento l'edificio sarebbe poi stato acquisito dai Neri Ridolfi (lo attesterebbe, negli interni, l'architrave di un camino con l'arme della famiglia: d'oro, al leone d'azzurro, e alla fascia attraversante d'argento caricata di tre stelle a sei punte del campo), per poi entrare, nel Settecento, tra le proprietà del vicino monastero di Santa Elisabetta. Quando all'inizio del secolo scorso il convento fu soppresso, nell'edificio fu istituita l'Opera Pia Paganelli che continuò l'opera di accoglienza all'infanzia propria del precedente istituto religioso fino al primo dopoguerra. Alle spalle dell'edificio è un piccolo giardino, ugualmente recuperato e restaurato con cura. |
|          | 81                   | Casa                                           | Si tratta di una casa a schiera, con la facciata di quattro piani per due assi, di disegno oltremodo semplificato. La si segnala per la presenza, al centro del piano terreno, di un pietrino con un putto in fasce (eroso ma dalla forma inconfondibile), che chiarisce l'immobile quale proprietà, un tempo, dello Spedale degli Innocenti. Vista la presenza di tale insegna, si può ipotizzare che l'immobile corrisponda a quello documentato da Valeria Orgera (1995) a partire dalla donazione per testamento di Neri Neretti all'ospedale fiorentino nel 1583, quindi affittata al nobile Antonio del Rosso e, nel tempo, trasformata negli spazi interni e soprelevata (la scheda di Valeria Orgera presenta pianta e alzati dell'edificio tra il 1618 e il 1779). |
|          | 85                   | Casa                                           | Anche questo edificio, di tre piani su due assi, si distingue unicamente per la presenza di un pietrino incappato, che potrebbe appartenere egualmente ai Domenicani o ai Carmelitani, nell'assenza degli smalti. Lo stemma è stato purtroppo mortificato da sbavature di tinteggiatura durante dei lavori all'intonaco della facciata svolti tra 2018 e 2019. |
|          | 92                   | Casa                                           | Sul portale di questa casa di tre piani per due assi si trova uno stemma, parzialmente abraso, ma che assomiglia nelle parti superstiti a quello dei Ricasoli di Brolio (palato di rosso e d'oro, fasciato d'azzurro di 3 pezzi attraversanti, al capo d'oro caricato d'un castello ed una torre d'argento, aperto del campo e fabbricato di nero). |
|          | 98                   | Casa                                           | Si tratta di una casa a schiera, con la facciata di quattro piani per due assi, riconfigurata nel corso dell'Ottocento e comunque di disegno oltremodo semplice. La si segnala per la presenza, al centro del piano terreno, di un pietrino eroso e comunque leggibile per la presenza di un pastorale oltre il cui fusto è la lettera D maiuscola, da identificare con l'emblema del monastero di San Donato in Polverosa. Il cartiglio sottostante, con il numero 31 (?) in cifre romane, è da interpretare come riferimento alla posizione dell'immobile nel registro delle possessioni dell'istituto. Un pietrino di identica forma è rilevabile su una casa in via Torta 7. |
|          | s.n.                 | Chiesa di Santa Elisabetta delle Convertite    | La chiesa faceva parte dell'omonimo monastero, fondato nel 1330 per iniziativa della Compagnia dei Laudesi di Santo Spirito. Già nel 1333 il monastero veniva inaugurato, col beato Simone da Cascia che diede alle monache la Regola agostiniana. Si chiamava "delle Convertite" perché accettava anche le prostitute che si pentivano e intendevano redimersi, sia per vocazione che per regioni legate alla povertà, a infermità o anzianità, potendo entrare prima coma laiche e poi evantualmente prendere i voti monacali. Nel 1624 il monastero fu ingrandito grazie all'aiuto di Maria Maddalena d'Austria, e incorporò la casa natale di san Filippo Neri (nato nel 1515). Fu soppresso in età francese, nel 1808, mentre le monache vennero trasferite in via dei Malcontenti (oggi quel tratto è chiamato via San Giuseppe) dal 1837, presso il convento di Santa Elisabetta del Capitolo. Oggi la chiesa è affidata alla comunità georgiana ortodossa. |
|          | 102-112              | Istituto Pio X Artigianelli                    | dopo la soppressione del monastero delle Convertite, nel 1808, e trasferita la comunità in via dei Malcontenti nel 1837, il complesso fu adibito ad usi secolari nello stesso anno, ospitando tra l'altro abiatzioni e studi di artisti, come la scrittrice inglese Mary Boyle O'Relly, o la scultrice francese Félicie de Fauveau. Negli anni 1850 una porzione è poi documentata occupata dal laboratorio dello scultore americano Thomas Ball, mentre al 1886 risale la notizia della trasformazione della fabbrica quale sede della direzione degli omnibus. Attorno al 1903 tutto il complesso fu acquistato dai padri Scolopi per farne sede di una scuola professionale, con l'obiettivo di indirizzare ad un mestiere bambini e ragazzi provenienti da famiglie povere della città. In questo stesso periodo si intervenne con estese opere di ristrutturazione finalizzate al nuovo uso della struttura, con la creazione di più di trenta piccole officine. Nel 1904 la struttura si arricchì di un piccolo teatro e di una scuola elementare. A partire dall'anno scolastico 1964-1965 la scuola venne trasformata in scuola media unificata e si approntò un nuovo statuto poi approvato con decreto del Presidente della Repubblica nel 1970 e da allora legato alla denominazione di "Istituto Pio X Artigianelli". Dopo un periodo di progressivo degrado nel corso degli ultimi tempi si è proceduto a una serie di interventi che lentamente stanno portando al recupero del complesso. |
|          | 122                  | Casa                                           | Si tratta di un edificio con il prospetto organizzato su quattro piani per due assi, certo di antica fondazione ma attualmente privo all'esterno di elementi architettonici distintivi. Lo si segnala per la presenta di una lapide che lo indica come luogo di abitazione di Giulio Bencini, "pioniere della fotografia e maestro del saper vedere", posta dal Comune di Firenze nel 2016. |
|          | 124                  | Casa                                           | Su una casa a due assi per tre piani, è collocato uno stemma in pietra ormai illeggibile, tra primo e secondo piano. |
|          | 126                  | Casa                                           | La casa ha a due assi per tre piani e al secondo piano, tra le finestre, si vede uno stemma moderno, forse della seconda metà dell'Ottocento, al leone rampante, senza smalti, e coronato da un cimiero con un elmno di gusto neomedievale. |
|          | 128                  | Casa                                           | La casa ha la tipica forma a due assi, qui sviluppati su tre piani. Al piano terra, tra un fondo commerciale e un portalino che porta alle scale per le abitazioni dei piani superiori, si vede uno stemma, parzialmente leggibile, con un animale rampante (forse un cane o una capra) alla bada attraversante, senza smalti. |
|          | 99                   | Studio Galleria Pio Fedi                       | L'ambiente era originariamente una chiesa annessa al monastero di Santa Chiara, che dava il nome di questo tratto di via de' Serragli in "via Chiara", ed era stato fondato dalle agostiniane. Nel 1452 il complesso era passato alle clarisse (francescane). Soppresso il convento nel 1808, l'ambiente venne destinato ad altre e diverse funzioni, anche in ragione della radicale trasformazione della zona limitrofa, segnata dalla costruzione del Teatro Goldoni e dell'omonima Arena. La scarsella e il presbiterio della chiesa, di gusto brunelleschiano del tardo XV secolo, vennero venduti e smontati, e oggi si trovano nel Victoria and Albert Museum di Londra. In una porzione della chiesa dal 1842 furono studio e galleria d'arte del celebre scultore Pio Fedi che, alla morte, lasciò l'ambiente in legato alla città di Firenze, con tutti gli strumenti di lavoro, varie opere e alcuni modelli. Tuttavia non ne nacque un museo, come nelle intenzioni dell'artista, ma l'ambiente fu dequalificato, e per un certo tempo ospitò una segheria. Restaurato dall'editore Pagliai per farne sede della propria tipografia Polistampa e successivamente ambiente di rappresentanza e di eventi culturali, dal 2015 è sede della scuola di alta formazione per il mestiere dell'attore, denominata L'Oltrarno e diretta da Pierfrancesco Favino. |
|          | 107-109              | Cinema Goldoni                                 | Su sito del soppresso monastero di Santa Chiara, l'impresario Luigi Gargani fece costruire un teatro diurno (l'Arena appunto), aperto al pubblico la prima volta nella primavera del 1818 (un anno dopo il teatro Goldoni, contiguo e dello stesso impresario), composto di sette gradinate e due logge, della capacità in tutto di 1500 spettatori. L'impresa fu affidata all'architetto livornese Antonio Corazzi, che si occupò anche della sistemazione del giardino circostante. Del complesso faceva inoltre parte la sala da ballo realizzata dall'architetto Rodolfo Castinelli. Negli anni 1970 la vecchia Arena era stata trasformata in cinema Goldoni, previ interventi di adeguamento alla nuova funzione. Dal 2006 il cinema è chiuso e i locali (che hanno avuto lavori di restauro conclusi nel 2019) sono diventati sede della scuola L'Oltrarno diretta da Pierfrancesco Favino. |
|          | 111- 113             | Palazzo Galli                                  | Si tratta di un esteso edificio con il fronte organizzato su tre piani per ben undici assi: per quanto di disegno oltremodo semplice sembrerebbe denunziare una riconfigurazione settecentesca, nel corso della quale le finestre al terreno furono arricchite da belle inferriate con al culmine la sagoma di due galli affrontati con una pianta di grano con tre spighe interposta, il tutto alludente alla famiglia Galli (Galli Tassi) e alla sua arme (propriamente: troncato, nel primo d'argento, alla pianta di grano sradicata d'oro, spigata di tre pezzi dello stesso, accostata da due galli arditi affrontati di nero, crestati e barbati di rosso; nel secondo di verde pieno). A sinistra del portone segnato col numero 111 è un tabernacolo con un rilievo policromo settecentesco raffigurante la Madonna con il Bambino e san Giovannino. Al di là di tali elementi lo si segnala per essere stato abitazione e studio dello scultore americano Hiram Powers che qui si stabilì poco dopo essere giunto a Firenze nel 1837, occupando un appartamento al secondo piano e alcuni ambienti al piano terra adibiti ad atelier. Attualmente parte dell'immobile è occupato dalla Casa Generalizia della congregazione delle Suore Pie operaie di San Giuseppe. In relazione a tale presenza è, in corrispondenza del portone segnato con il civico 113, una lapide posta nel 2011 in ricordo di madre Maria Agnese Tribbioli. |
|          | 132                  | Casa Del Bello                                 | Si tratta di un grande casamento riconfigurato nell'Ottocento, con il prospetto attualmente organizzato su quattro piani per sette assi. Il fronte non presenta elementi di pregio e tuttavia il luogo è da segnalare per la memoria che ricorda come qui, nel 1858, dimorasse lo scrittore Nathaniel Hawthorne, "prima di salire a Bellosguardo". Qui, dove disponeva di un vasto appartamento di sedici stanze al primo piano (al tempo di proprietà Del Bello), Hawthorne scrisse The Marble Faun. |
|          | 134                  | Casa                                           | Sul fronte dell'edificio una memoria ricorda come "qui, dal 1825 al 1827, prima di eleggere a dimora la sua casa di via Faenza, Alphonse de Lamartine attese alle 'armonie poetiche e religiose'", nel periodo il cui era a Firenze come segretario di legazione presso il granduca Leopoldo II. Secondo quanto scrive il poeta all'amico Aymon de Virieu, l'alloggio era "un po' vecchio, un poco sporco, ma secondo i miei desideri: belle scuderie, rimesse immense, cortile, giardini e terrazze, vigne e cipressi d'intorno; basta che faccia pochi metri di strada per trovarmi a galoppare sui viali del Poggio Imperiale". Di tutto questa disponibilità di spazi poco si indovina dalla strada, se non un fronte sufficientemente anonimo seppure ampio, organizzato su tre piani per sette assi, comunque nobilitato dalla presenza di un tabernacolo Ottocentesco ispirato a modelli rinascimentali, con cornice in marmo e una robbiana con la Madonna e il Bambino. Successivamente lo scrittore risiedette in via Faenza 93-95. |
|          | 131                  | Casino Corsi                                   | Su questo terreno aveva trovato sede, intorno al 1441, il monastero di San Vincenzo fondato dalla contessa Anna Elena, figlia del conte Galeotto Malatesta. Attraversata dalle fortificazioni fatte costruire da Cosimo I durante la guerra contro i senesi, l'area fu nuovamente stravolta con la loro demolizione avvenuta nel 1571. Nell'anno 1791 il marchese Tommaso Corsi, acquistò questo mezzo ettaro di "terra ortiva" e su questo terreno, generalmente indicato come "orto dei Mori", incaricando l'architetto Giuseppe Manetti di realizzare, fra il 1801 e il 1810, quello che si può considerare il primo esempio di giardino romantico a Firenze, con ingresso principale in via Romana (pedonale) e in via da' Mori (carrabile). Su via dei Serragli si sviluppa l'alto muro che perimetra il giardino e un accesso secondario alla proprietà, segnato da una rotella con le iniziali intrecciate M e C, presumibilmente in relazione a un membro del casato Corsi. Vi sporge anche in alto un edificio con la lapide "All'Amicizia". |
|          | 133                  | Casamento Scarselli                            | Si tratta di un casamento posto in angolo con via da Serumido e che guarda su via de' Serragli con una facciata organizzata su tre piani per cinque assi, situato dove forse ebbe sede il primo monastero di San Pietro Martire (distrutto nel 1557). Dignitoso e ben mantenuto, l'edificio non si discosta tuttavia dai modelli correnti propri dell'architettura locale dell'Ottocento, con il terreno in finto bugnato e le bucature segnate da incorniciature di eco cinque seicentesca. Lo si segnala per essere stata qui la residenza, tra il 1860 e il 1868, dello storico dell'arte americano Charles Collahan Perkins. La storia e proprietà dell'edificio ha avuto momenti in comune col casino Corsi in via Romana. Nel giardino si trovano resti delle fortificazioni medicee di San Pier Gattolino, e una fonte con un'isolita lapide che ricorda come i proprietari avessero ottenuto grazie a Ferdinando III di Lorena le acque provenienti da Boboli. |
|          | 140-142              | Casa                                           | L'edificio si mostra sulla strada con un fronte organizzato su tre piani per otto assi di finestre, il tutto di disegno ottocentesco. Viste caratteristiche e localizzazione dell'immobile si può presumere che facesse parte delle proprietà Torrigiani, quale annesso dell'esteso giardino. La segnalazione vale tuttavia per il tabernacolo posto al terreno, in prossimità del civico segnato 142. |
|          | 144-146              | Giardino Torrigiani                            | Il marchese Pietro Guadagni Torrigiani, venuto in possesso 1798 di esteese proprietà fra via dei Serragli e via del Campuccio, le ampliò ulteriormente e a partire dal 1817 promosse una serie di lavori per dare unitarietà e corenza a tutta l'estensione di 10 ettari, incaricando gli architetti Bernardo Fallani, Luigi de Cambray Digny e Gaetano Baccani. Ne nacque un vasto parco romantico con estesesimbologie legate al mondo dell'Arcadia e a quello massonico ed esoterico, di tale complessità da rendere necessaria la predisposizione di una guida per la visita, edita nel 1824. Con tali interventi, oltre ad essere dopo quello di Boboli il più grande come estensione, il giardino divenne uno dei più belli della città e uno dei più importanti per le rarità botaniche, oggetto di continue visite di carattere scientifico e premiato, per le piante e i fiori in esso prodotti, in molte esposizioni nazionali e internazionali. Aperto al pubblico nel 1824 con accesso principale da via de' Serragli (dove una statua di Osiride, dio legato all'agricoltura, sorregge delle tavole che indicano le norme da seguire per accedere agli spazi verdi) il giardino presenta oltre trenta punti d'interesse. |
|          | 148-150              | Casamento                                      | L'edificio, che si presenta sulla via con una facciata di tre piani per sette assi e ornato portale centrale, venne costruito probabilmente su terreni dei Torrigiani sul finire del XIX secolo. Nel 1905 venne acquistato dall'Associazione delle Signore Evangeliche, della chiesa Evangelica Luterana, e tuttora appartiene a quella comunità. Nel giardino sul retro si trovano alcuni studi per artista, particolarmente ampi e luminosi. |
|          | 160                  | Casa                                           | Si tratta di una casa di forme oltremodo semplici, con il prospetto di tre piani per tre assi. Sul fronte una memoria ricorda come qui alloggiasse, dal 1901 al 1907, lo scrittore svedese Hjalmar Bergman, che "dalla storia di Firenze trasse ispirazione per il romanzo Savonarola e per altre sue opere". |
|          | 155                  | Casa                                           | Si tratta di una casa con il prospetto di disegno oltremodo semplice, nato dall'attuazione, probabilmente nel corso del Settecento, dell'unificazione di due precedenti case a schiera, portando alla definizione di un prospetto che attualmente si sviluppa su tre piani per cinque assi, segnato da un pietrino con la Croce di Malta accompagnato dal numero arabo 38 (ora tinteggiato a seguito del recente intervento che ha interessato l'edificio), da intendersi come progressivo delle proprietà dell'Ordine ospitalerio di San Giovanni Battista (commenda del Santo Sepolcro dipendente dalla magione del Ponte Vecchio). Lungo questa strada e ancor di più lungo la via Romana, l'Ordine aveva numerosissime case, come ricordano i molti pietrini riscontrati. La ricca serie di cabrei datati tra Seicento e Settecento pubblicati da Gian Luigi Maffei consente d'altra parte di ricondurre a questa comune proprietà circa sessanta case che si dispongono lungo il lato ovest di via Romana, da via di Serumido fino alla porta, con i lotti che si dispongono in profondità appunto fino a via de' Serragli. "E' l'edificazione del borgo lineare - residua dopo le pesanti demolizioni volute da Cosimo I - che dalla porta del circuito di mura del 1170, situata nell'attuale piazza San Felice, arrivava fino alla porta Romana del successivo perimetro. In entrambi i cabrei (1759-1760 e 1792-1793) abbiamo la rappresentazione delle piante dei piani terra delle case assemblate in una sola planimetria e le relative facciate anch'esse raffigurate nella sommatoria dei prospetti dell'intero percorso: le case sono a schiera con prevalenza dei tipi a doppia cellula, qualche volta con loggia, area di pertinenza o affaccio della cellula ulteriore su via de' Serragli, scale ad una rampa, nella maggior parte dei casi, ortogonali al fronte. Al piano terra figurano su via Romana un certo numero di specializzazioni della prima cellula a bottega o laboratorio con porta specifica distinta da quella che conduce alla parte residenziale della casa; questa è di norma contenuta nel solo primo piano con una evidente ridotta possibilità di suddivisione degli spazi in ambienti specifici per le diverse funzioni abitative. Nella lettura del cabreo seriore (1792-1793) si può rilevare una differenziazione sostanziale rispetto al precedente: la diffusa crescita in altezza di molte di queste case e, contemporaneamente, alcuni casi di accorpamento di più edifici limitrofi. Ne deriva il nuovo tipo edilizio - la casa in linea - plurifamiliare con scala a doppia rampa e due appartamenti per piano: si ottiene con questo scatto tipologico l'alienazione tra la casa e l'edificio in quanto da ora in avanti si diffonderà un concetto di casa che identifica come tale un appartamento interno, sub-organismo del più complesso organismo edilizio. Di questo stesso tessuto abbiamo anche una rappresentazione schematica della fine del XVII secolo con la numerazione progressiva riferita al registro delle possessioni, con una figurazione simile al nostro catasto" (Maffei). |
|          | 162                  | Casa                                           | La casa è da ricondurre all'ampio intervento di edificazione promosso in questa zona dall'Ordine dello Spedale di San Giovanni Battista. Per quanto concerne la casa qui presa in considerazione siamo probabilmente in presenza della matrice originaria della tipologia, non alterata da successive soprelevazioni, ma ancora su due soli piani per due assi e con un pietrino con la Croce di Malta accompagnato dal numero arabo 46. Vi si trova inoltre un simbolo, in mattone, degli Ufficiali della Torre, che connotava gli edifici legati alla cura pubblica. Si potrebbe ipotizzare che questa casa appartenesse infatti a tale magistratura magari per ospitarvi i portalieri della vicina Porta Romana. |
|          | 159                  | Casa                                           | L'edificio ha mantenuto le caratteristiche proprie delle originarie case a schiera dei Cavalieri ospitalieri, con un prospetto che si sviluppa su tre piani per due assi. Sul fronte, a indicare l'originaria proprietà, è un pietrino con la Croce di Malta accompagnato dal numero arabo 40. |
|          | 163-165              | Casa                                           | Anche in questo caso in questione l'edificio ha mantenuto le caratteristiche proprie delle originarie case a schiera, non fosse per una soprelevazione che ha portato alla definizione di un prospetto di quattro piani per due assi. Sul fronte è un pietrino con la Croce di Malta accompagnato dal numero arabo 43 (?), a indicare la posizione dell'immobile nel registro delle possessioni dell'Ordine ospitaliero. |
|          | 206r-208r            | Casa                                           | Il fabbricato si presenta costituito da un vano terreno con un palco soprastante. Il pietrino presente sul fronte, per quanto eroso, lo riconduce alle proprietà del monastero di Santa Maria Maddalena de' Pazzi, per le quali si veda anche oltre al numero civico 78. |
|          | 177                  | Casa                                           | La casa è appartenuta all'Ordine dello Spedale di San Giovanni Battista, come molte altre sull'ultimo tratto di questa stessa via e su via Romana. Nel caso in questione si è attuata, probabilmente nel corso del Settecento, l'unificazione di due precedenti case a schiera, portando alla definizione di un prospetto che attualmente si sviluppa su tre piani per cinque assi. Sul limitare destro del fronte è un pietrino con la Croce di Malta accompagnato dal numero arabo 42. |
|          | 178                  | Casa                                           | Si tratta di una grande casa con il prospetto articolato per nove assi su due piani più un mezzanino, di disegno riconducibile tra Settecento e primi dell'Ottocento. Ai lati del grande portone sono due ovati che indicano l'edificio come proprietà del monastero di Santa Maria Maddalena de' Pazzi, riportando le numerazioni VI e VII, da considerarsi interne all'elenco dei beni del monastero stesso. |
|          | piazza della Calza 6 | Complesso di San Giovanni Battista della Calza | Nato nel 1373 come ospizio per i pellegrini, dedicato a san Niccolò "dei Frieri", il complesso fu inizialmente sotto il patronato dei cavalieri di Malta. Nel 1392 il gran maestro Riccardo Caracciolo cedette questo ospedale alle appena costituitesi monache gerosolimitane o cavalleresse di Malta per farne il loro convento. In seguito agli stravolgimenti dell'assedio di Firenze (1529-1530) si insediarono qui frati Ingesuati, che usavano portare appoggiato sulla spalla un cappuccio allungato a forma di calza, da cui derivò il soprannome di "frati della calza", finendo per dare il nome a tutto il complesso e alla piazza della Calza. Soppresso l'ordine degli Ingesuati nel 1668, il complesso ospitò varie istituzioni religiose. Acquistato nel 1987 dall'Ente Arcidiocesi di Firenze fu riaperto nel 1992 come centro di ospitalità per sacerdoti anziani. Grazie ai fondi resi disponibili in occasione del Giubileo del 2000 si intervenne nuovamente tra il 1998 e il 2001 con un ampio progetto di ristrutturazione volto a potenziare la possibilità ricettiva. Nel 2019 infine fu venduto a privati. Nell'attesa di un progetto concreto e condiviso sulla sua riapertura, oggi il complesso resta chiuso. |

### Tabernacoli

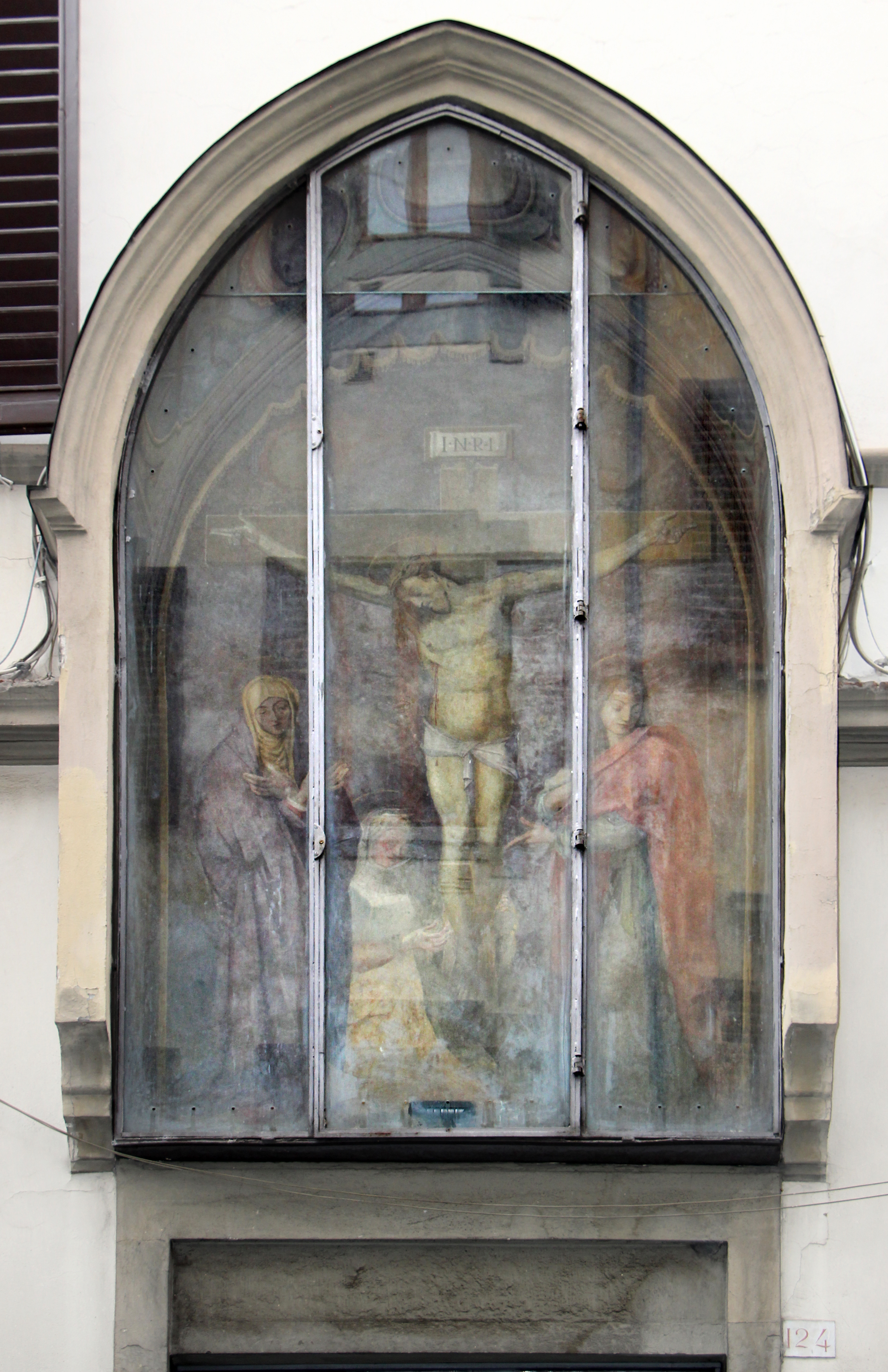
La Crocifissione coi dolenti di Bernardino Poccetti per il monastero delle Convertite

La strada presenta vari tabernacoli, pur senza contare quelli posti immediatamente dopo la cantonata delle strade limitrofe (come il tabernacolo del Canto alla Cuculia in via Santa Monaca, quello del borgo Stella, quello di via dell'Ardiglione e quello di via della Chiesa). 
Al n. 7, sul palazzo Antinori di Brindisi, una cornice in pietra scanalata col cartiglio "A.M." contiene una rappresentazione in monocromo dell'Annunciazione miracolosa della basilica della Santissima Annunziata. Il tabernacolo è corredato da una grande lampada pendente in ferro.
Al 41 un bassorilievo in stucco della Madonna col Bambino è inserito in un'elaborata cornice settecentesca in pietra con il monogramma di Maria. 
Al 111 (palazzo Galli), si vede un rilievo in stucco colorato della Madonna col Bambino e san Giovannino, forse seicentesco e citato nell'elenco del Carocci e nelle Note del Chiappelli.
Al 102 si trova la grande nicchia affrescata (circa 280x120 cm) sul muro di quello che fu il monastero di Sant'Elisabetta delle Convertite. Fu dipinta da Bernardino Poccetti con la Crocifissione tra la Madonna, san Giovanni e la Maddalena dolenti per le clarisse del monastero, all'inizio del XVII secolo. Altri riferiscono la creazione del tabernacolo ai lavori del 1625 promossi da Maria Maddalena d'Austria, o a una notizia di pagamento del 1621, nel qual caso la pittura sarebbe invece da riferire a Giovanni da San Giovanni. Tuttavia il cattivo stato di conservazione rende difficile sciogliere completamente il dubbio, avevndo entrampi i pittori lavorato documentatamente per il monastero, sebbene lo stile generale sembra più far propendere verso la prima ipotesi. La presenza della Maddalena è particolarmente significativa perché essa era l'esempio più alto di redenzione a cui si ispiravano le prostitute pentite che qui venivano ospitate per la "conversione". Non sono più visibili nell'imbotte le figure di Sant'Agostino e San Filippo Neri ricordate nelle Reminiscenze pittoriche di Firenze (1835), rispettivamente fondatore degli Agostiniani sotto la cui cura erano afiddate le monache, e il santo fiorentino che si voleva nato in una di queste case nel 1515. 
Al n. 134 si trova una nicchia con cornice marmorea e Madonna in adorazione del Bambino in terracotta policroma invetriata ottocentesca, che replica un famoso tipo di Andrea della Robbia. Sulla base si trova la scritta «AVE MARIA».
Infine, al 142, si vede un tabernacolo in muratura, che contiene una Madonna col Bambino che regge un globo in terracotta policroma databile al XVI secolo, da mettere in relazione a modelli di Jacopo Sansovino. Sulla base si trova una placca marmorea con la data "1839" con una piccola rappresentazione della croce sul Calvario.

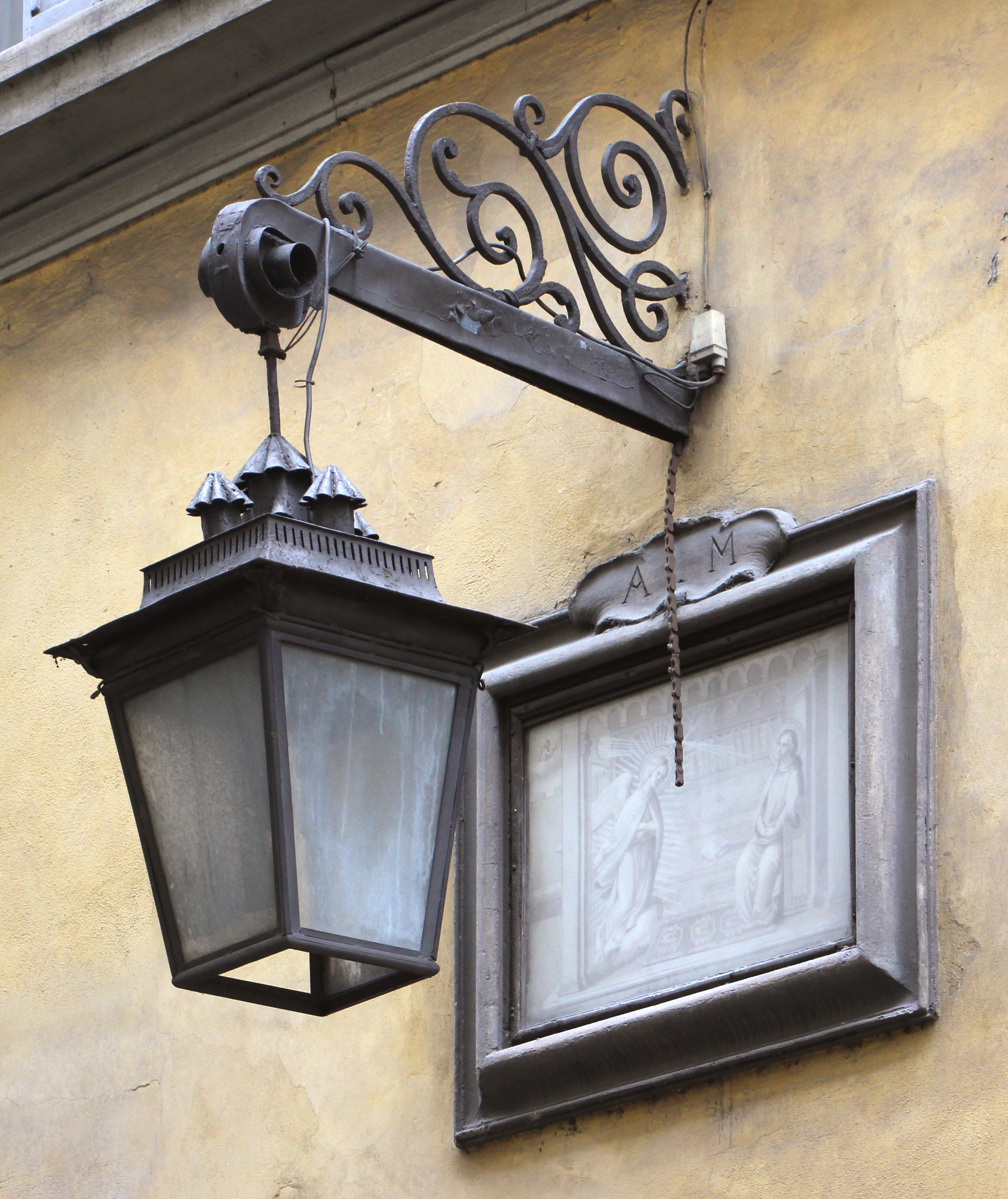
Tabernacolo al n. 7
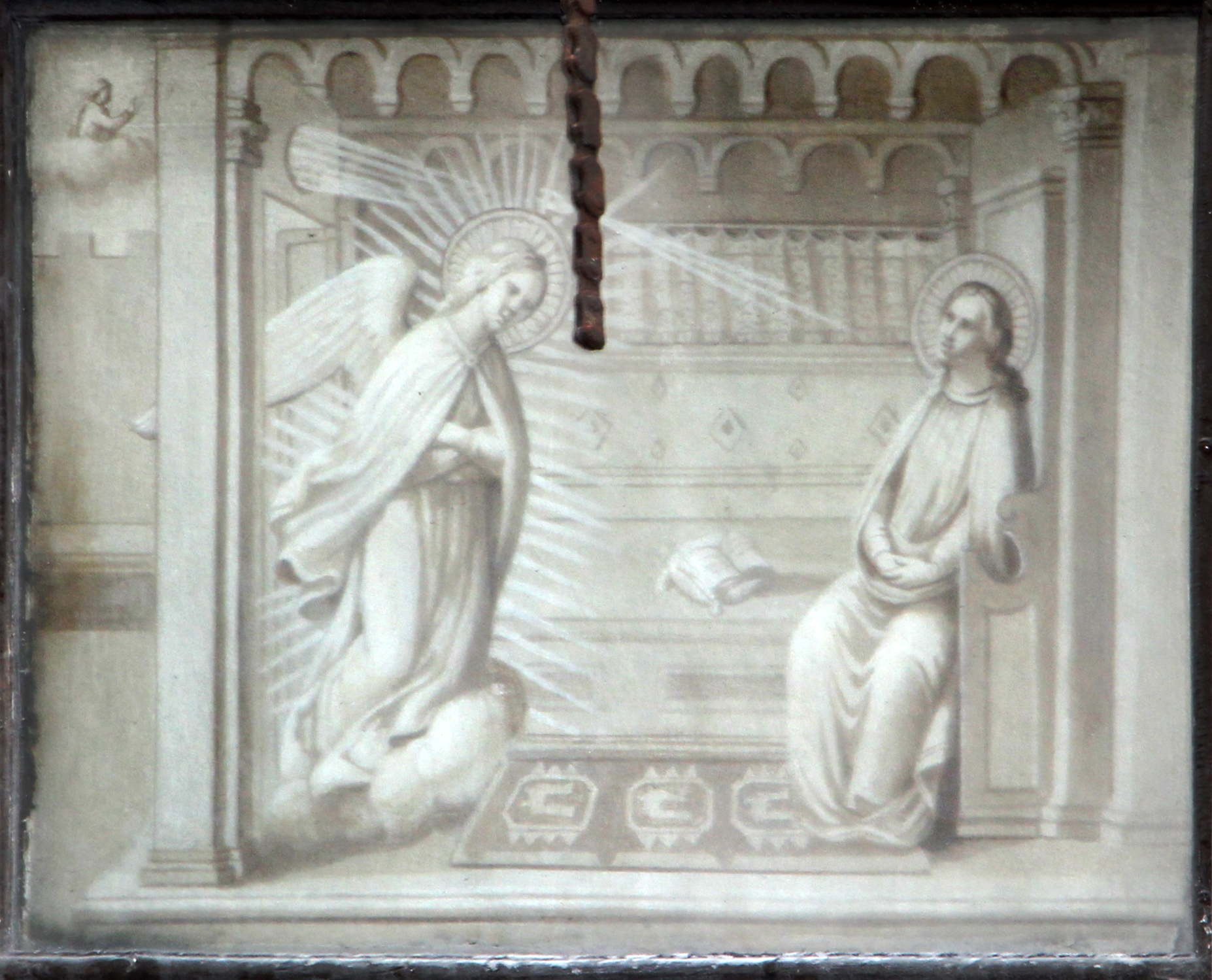
L'immagine dell'Annunciata
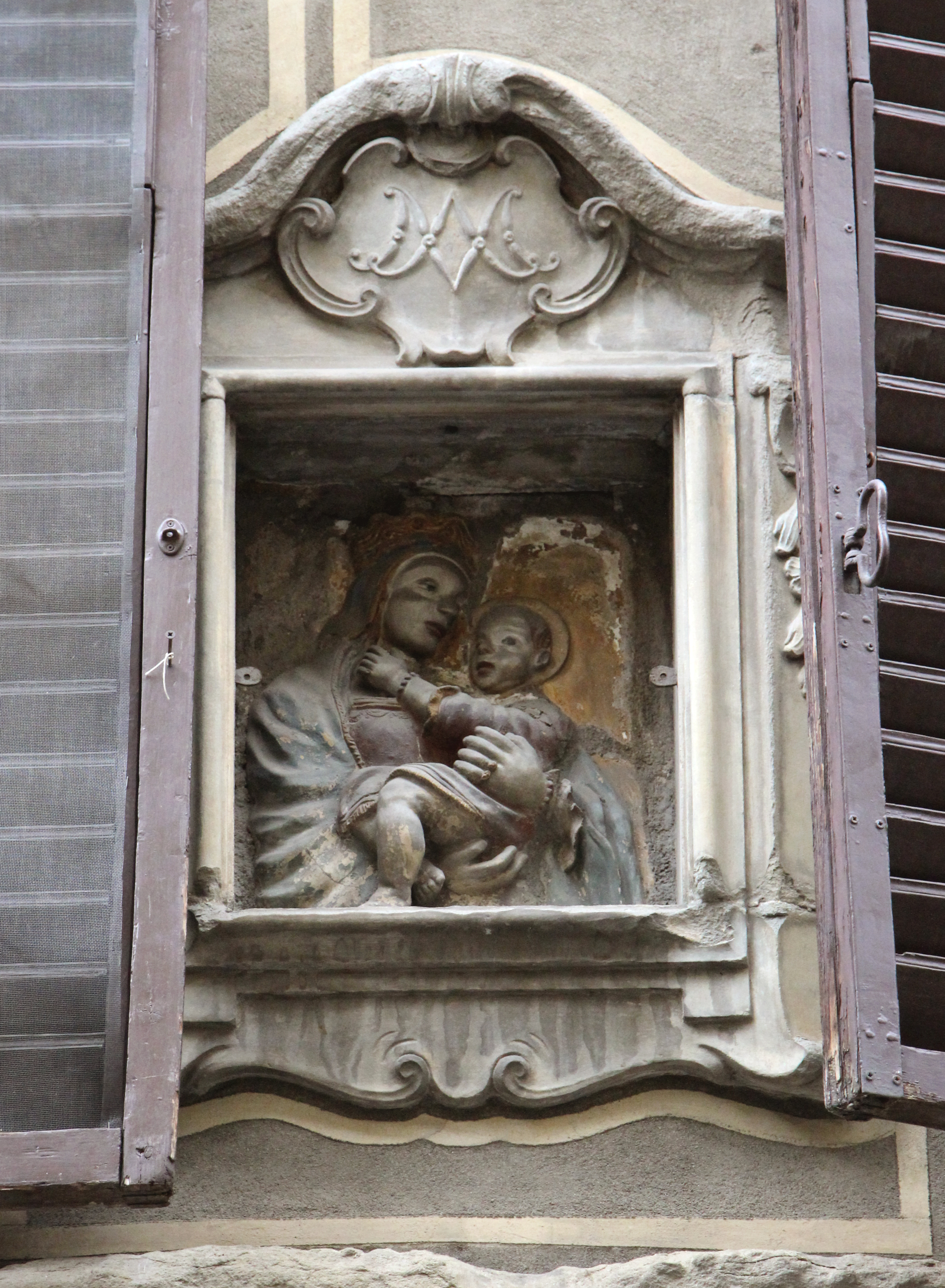
Tabernacolo al n. 41
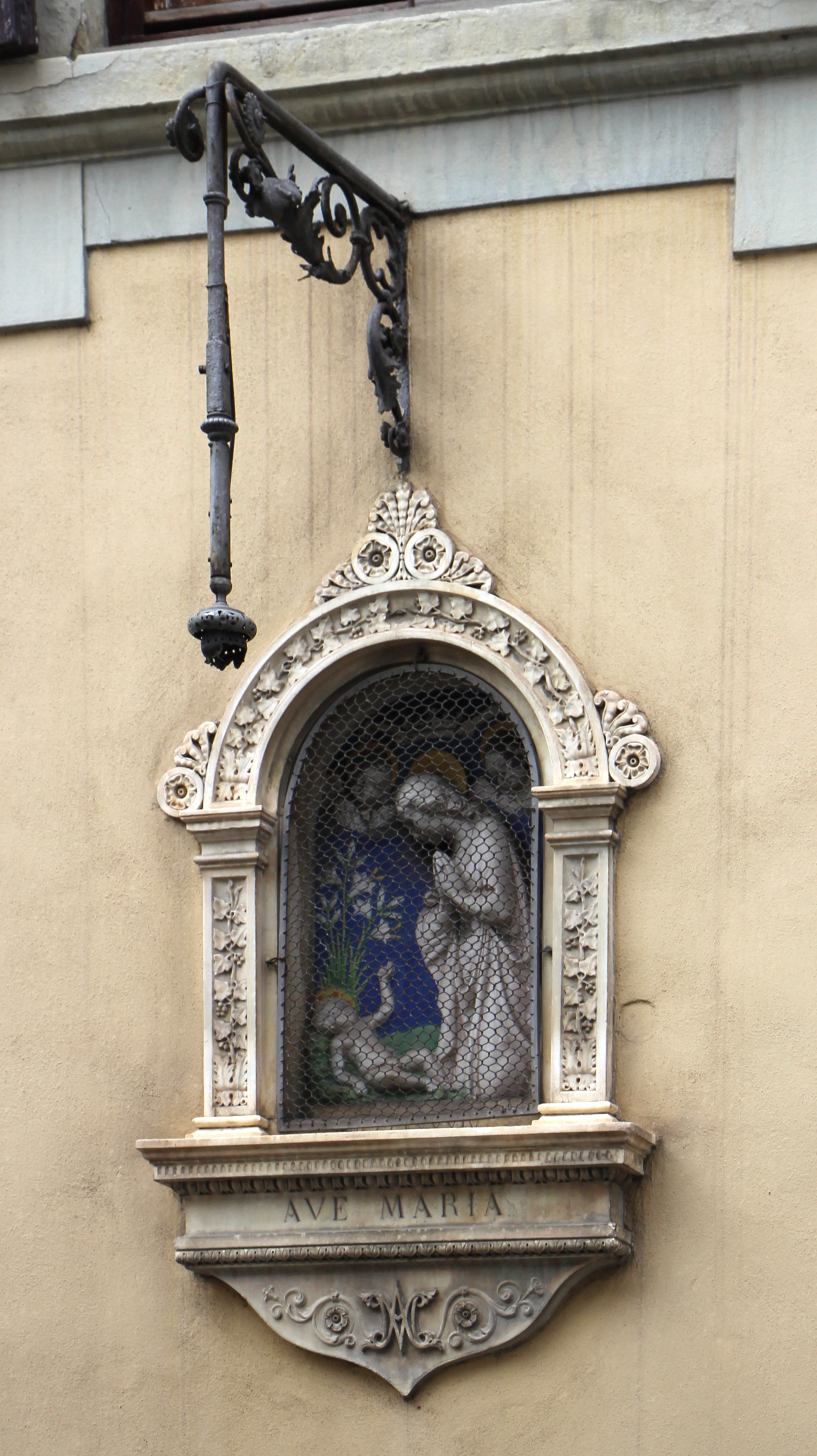
Tabernacolo al n. 134
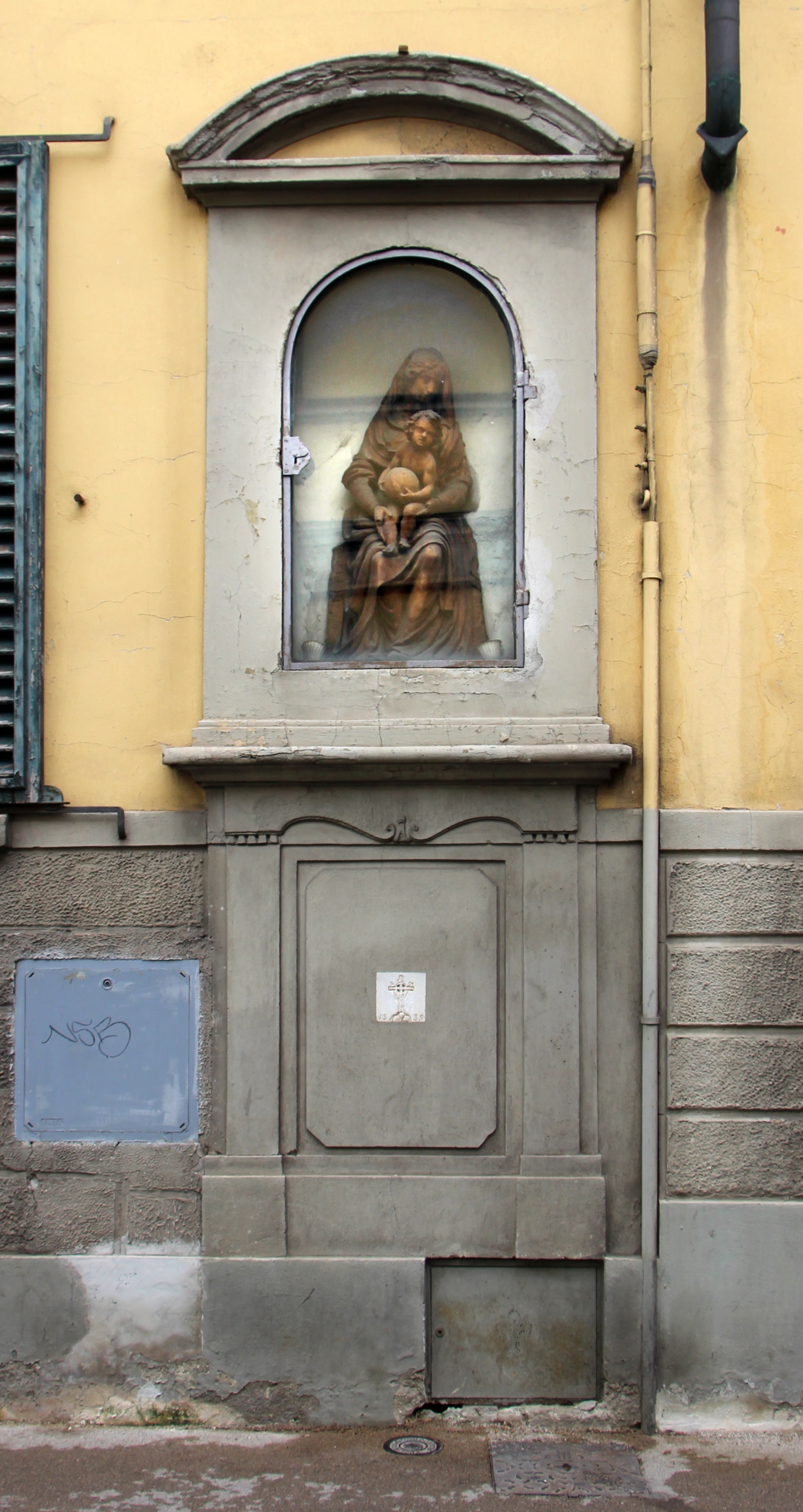
Tabernacolo al n. 142
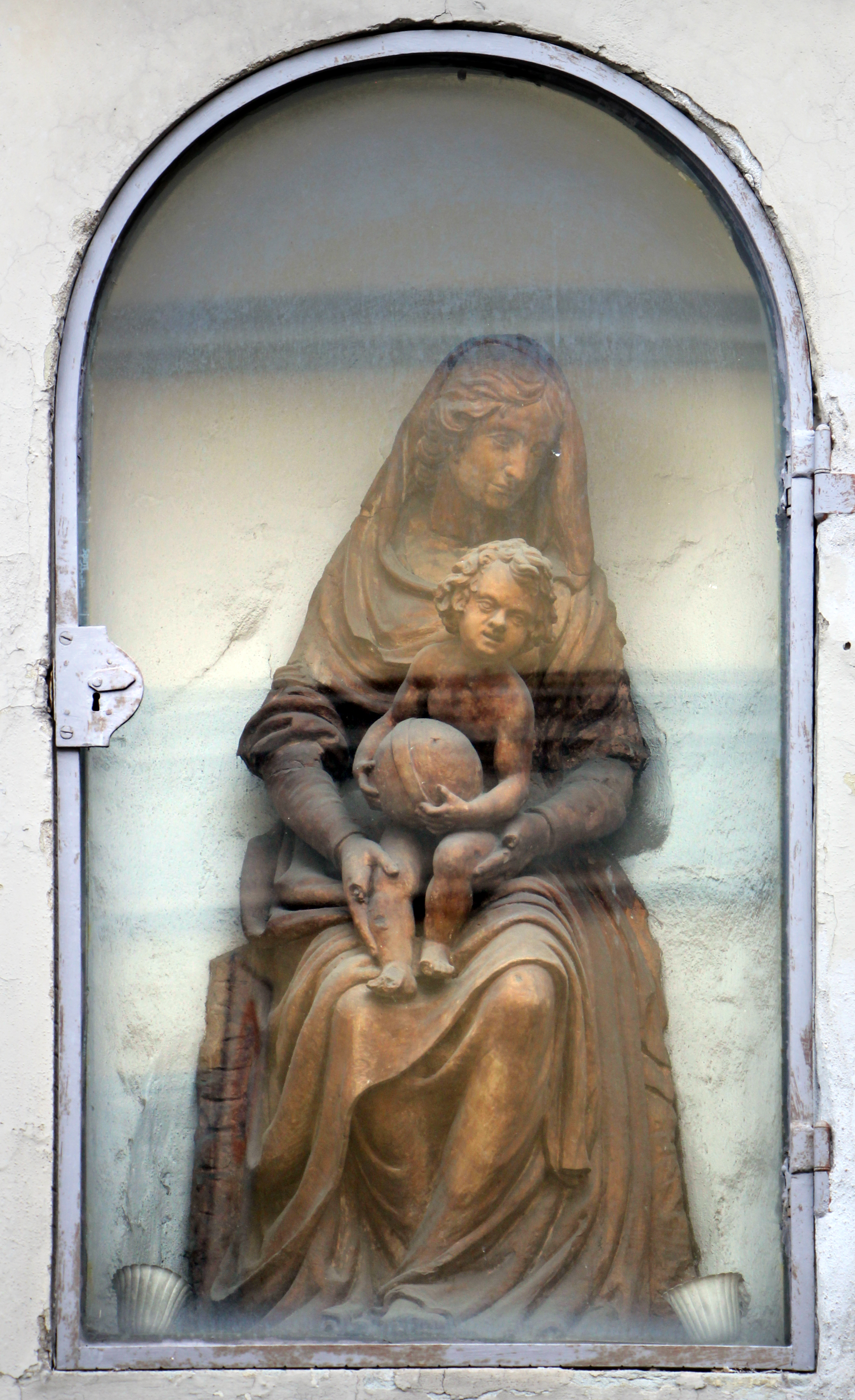
La Madonna col Bambino che regge un globo sullo stesso tabernacolo
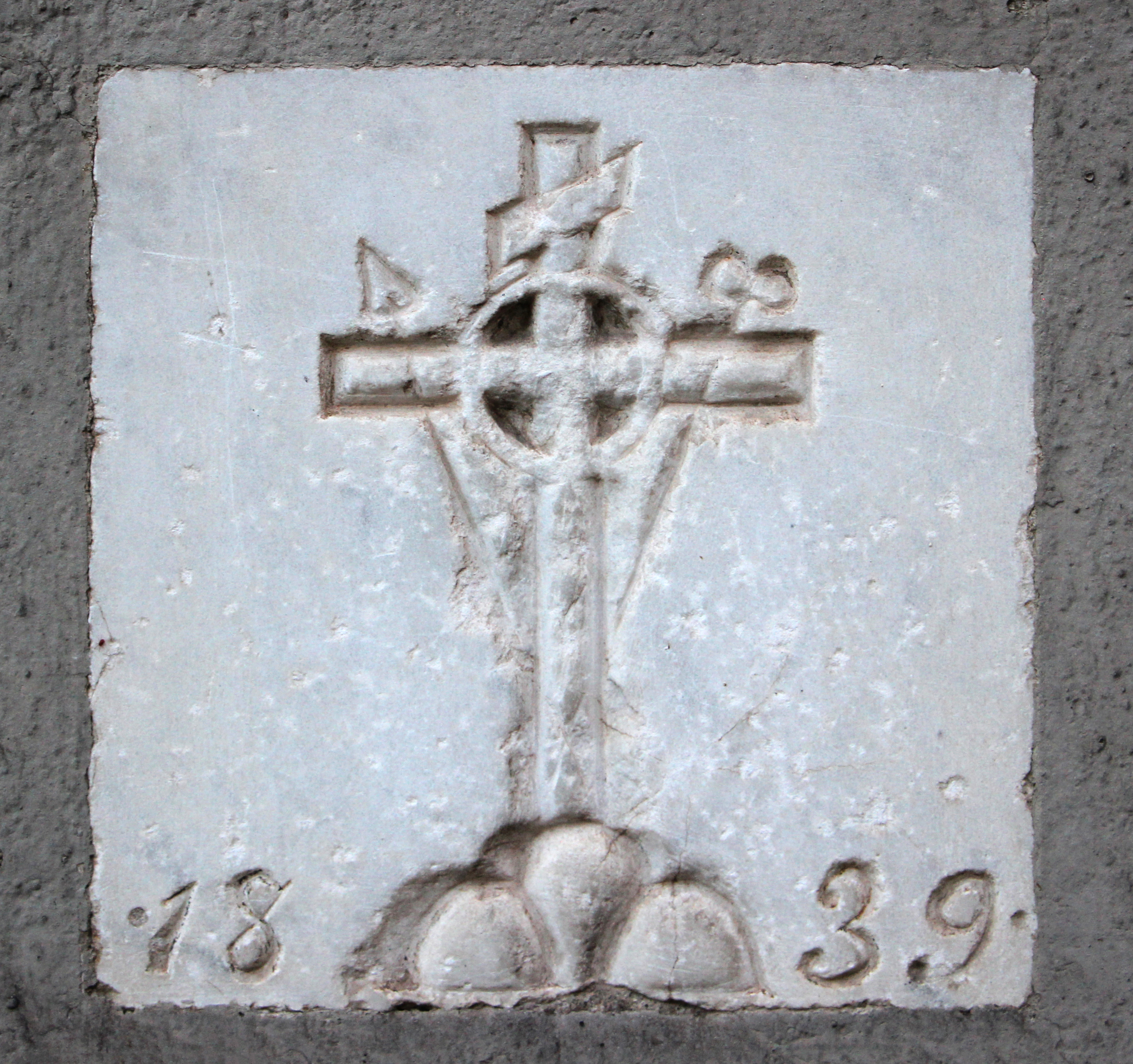
Placca con data 1839

### Lapidi
Tutta la strada è ricca di lapidi commemorative. 
Al n. 44 una lapide ricorda la casa natale di Antonio Meucci, inventore del telefono:
| QUI NACQUE IL 13 APRILE 1808 ANTONIO MEUCCI INVENTORE DEL TELEFONO I SUOI CONCITTADINI POSERO IL 16 MAGGIO 1996 |

Al n. 93 una semplice placca rettangolare ricorda un antico proprietario della casa:
| ANTONIO FALLANI ANNO 1927 |

Al 122 una lapide privatamente apposta ricorda il fotografo Giulio Bencini:
| QUI VISSA GIULIO BENCINI 1881 - 1959 PIONIERE DELLA FOTOGRAFIA E MAESTRO DEL "SAPER VEDERE" |

Nel chiostro dell'Istituto Pio X Artigianelli si trovano numerose memorie storiche, tra cui un busto di Umberto I donato dal sindaco di Firenze e senatore Tommaso Corsini:
| AL VOSTRO ASILO O GIOVANETTI OPERAI INTITOLATO AL RE BUONO CHE UN COMITATO CITTADINO ERIGEVA E LA CASSA DI RISPARMIO DOTAVA - QUESTO REGALE RITRATTO IL PRIN CIPE TOMMASO CORSINI MUNIFICENTE DONAVA N. MARTELLI DETTÒ |

Segue una targa in ricordo di monsignor Bruno Panerai posta nel 1984: 
| IN MEMORIA DI MONS. BRUNO PANERAI N. 6 · 11 · 1901 ___ M. 26 · 6 · 1980 PARROCO DI S. FELICE IN PIAZZA CHE PER LE VIE D'OLTRARNO PROFUSE IL SUO CORAGGIO CIVILE E LE SUE VIRTÙ CRISTIANE FIRENZE __ LUGLIO __ 1984 |

Ancora, due lapidi in ricordo di san Filippo Neri:
| AL GLORIOSO PADREE DEGLI ORATORIANI FILIPPO NERI IN ROMA APOSTOLO TANTO GRANDE QUANTO PIACQUE A LUI FRASI PICCOLO SOVRANO CONQUISTATORE D'ANIME E CON ARTI DA DIO INSEGNATEGLI EDUCATORE DI GIOVANI NATO IL XXI LUGLIO MDXV NEL POPOLO DI SAN PIER GATTOLINO CHE DAL CARO NOME DI LUI CHIAMA ANCORA L'ATTIGUO POZZO I CONCITTADINI POSERO NEL TERZO SECOLARE ANNIVERSARIO DELLA SUA ASSUNZIONE TRA I SANTI MCMXXI P.PG MANNI S. S. P. N. MARTELLI |

| 21 LUGLIO 1515 - 21 LUGLIO 2015 S. FILIPPO NERI GRANDE EDUCATORE E SANTO DEL SORRISO NEL QUINTO CENTENARIO DELLA SUA NASCITA QUESTA LAPIDE IN RICORDO GRATI PER LA SUA PRESENZA PATERNA GIOIOSA E FAMILIARE DON GIANFRANCO ROLFI ______________ P. MARIO AVILES_______ PRIORE DI S. FELICE IN PIAZZA __ PROCURATORE GENERALE DELLE __E DI S. PIETRO IN GATTOLINO ___ CONGREGAZIONE DELL'ORATORIO __________________________________ DI S. FILIPPO NERI ISTITURO PIO X ARTIGIANELLI POSE |

E infine una in memoria dei Caduti della prima guerra mondiale:
| \| AI SOCI CADUTI IN GUERRA BATI DANTE PASTACALDI UGO ......E NON SONO MCMXV Fond. Vignali Firenze \| \| IL CIRCOLO “N. MARTELLI” SACCHETTI PIETRO SIGNORINI ALFREDO MORTI MORENDO MCMXVIII Prof. Cavaciocchi, Prato \| |  | |
| AI SOCI CADUTI IN GUERRA BATI DANTE PASTACALDI UGO ......E NON SONO MCMXV Fond. Vignali Firenze |  | IL CIRCOLO “N. MARTELLI” SACCHETTI PIETRO SIGNORINI ALFREDO MORTI MORENDO MCMXVIII Prof. Cavaciocchi, Prato |

Una lapide ad Edward Gordon Craig venne collocata nel 1975 sulla facciata del Cinema Goldoni:
| EDWARD GORDON CRAIG CON GLI SCRITTI E LE OPERE PRECURSORE DELLA SCENA MODERNA QUI DOV'ERA L'ARENA GOLDONI FONDAVA IL 27 FEBBRAIO 1913 LA SUA SCUOLA DI ARTE DEL TEATRO |

Al 113, su palazzo Galli, una lapide apposta privatamente dalle Pie operaie di San Giuseppe ricorda la loro fondatrice madre Maria Agnese Tribbioli:
| MADRE MARIA AGNESE TRIBBIOLI FIRENZE __ 20 - 4 -1879 __ 27 - 12 - 1965 GIUSTA TRA LE NAZIONI IN QUESTA CASA TESTIMONIÒ LA CARITÀ NELLA VERITÀ DA QUESTA CASA ASCESE ALLA GERUSALEMME CELESTE FIRENZE 27 FEBBRAIO 2011 |

Al 132 una placca in marmo ricorda lo scrittore statunitense Nathaniel Hawthorne:
| in qvesta 'Casa Bella' prima di salire a Bellosgvardo per piv́ operoso soggiorno dimorò nel 1858 l'avtore della 'Lettera scarlatta' NATHANIEL HAWTHORNE |

Nel giardino del palazzo Scarselli al n. 133, una lapide su una fonte ricorda la concessione di acqua di Boboli da parte di Ferdinando III di Lorena nel 1819:
| THOMAS CORSIUS MARCILMONTIS PESCALIS A REGALIBUS PROXIMIS HORTIS RECUSATAM QUAM A FERDINANDO III MED. IMPETRAVERANT HIC SUBTERRANEO RIVO AD LOCLUSUM AMOENITATEMQUE PERDUXIT ET TABULAM CUM INSCRIPTIONE LAPIDEM BENEFICIUM INDULGENTISSIMI PRINCIPIS TESTANTEM ADDIDIT AN. MDCCCXIX |

Traduzione: «Tommaso Corsi di Montepescali rifiutata l'acqua dai giardini regali vicini, ottenne da Ferdinando III de' Medici (sic.) che un canale sotterraneo la conducesse qui per l'utilità e l'amenità del luogo, e aggiunse una lapide con un’iscrizione a testimonianza del beneficio
del principe clementissimo. Anno 1819."»
Al numero 134 una targa ricorda Alphonse de Lamartine che qui abitò. 
| QVI DAL 1825 AL 1827 PRIMA DI ELEGGERE A DIMORA LA SVA CASA IN VIA FAENZA ALPHONSE DE LAMARTINE ATTESE ALLE 'ARMONIE POETICHE E RELIGIOSE' |

Verso sud, nella parte più prossima a Porta Romana, costeggia il recinto del grande Giardino Torrigiani, dove si trova anche l'antica porta principale di accesso. Qui, al numero 144, una targa ricorda la prima sfilata collettiva di alta moda italiana organizzata da Giovanni Battista Giorgini nella sua abitazione privata il 12 febbraio del 1951.
| NELLA SUA CASA ALL’INTERNO DI QUESTO GIARDINO GIOVANNI BATTISTA GIORGINI (1898–1971) ORGANIZZO’ IL 12 FEBBRAIO 1951 LA PRIMA SFILATA DI ALTA MODA ITALIANA IL COMUNE DI FIRENZE POSE NELL'ANNO 2009 |

Al 160 è ricordato lo scrittore Hjalmar Bergman:
| HJALMAR BERGMAN SVEDESE CHE QVI VISSE DAL 1901 AL 1907 DALLA STORIA DI FIRENZE TRASSE ISPIRAZIONE PER IL ROMANZO SAVONAROLA E PER ALTRE SVE OPERE |